# Togo's
A Togo's (às vezes estilizada como TOGO'S)é uma cadeia americana de restaurantes de fast casual sanduíches de propriedade da Southfield Mezzanine Capital, que adquiriu a empresa em março de 2019. A TOGO'S está sediada em Campbell, Califórnia.
O Togo's é um negócio baseado em franquia. Alguns locais da Togo's têm a mesma marca das sorveterias da Baskin-Robbins (que eram ambas de propriedade da mesma empresa controladora de 1997 a 2007). Em julho de 2020, a empresa tinha mais de 180 locais abertos e em desenvolvimento em todo o Oeste dos Estados Unidos.

## História

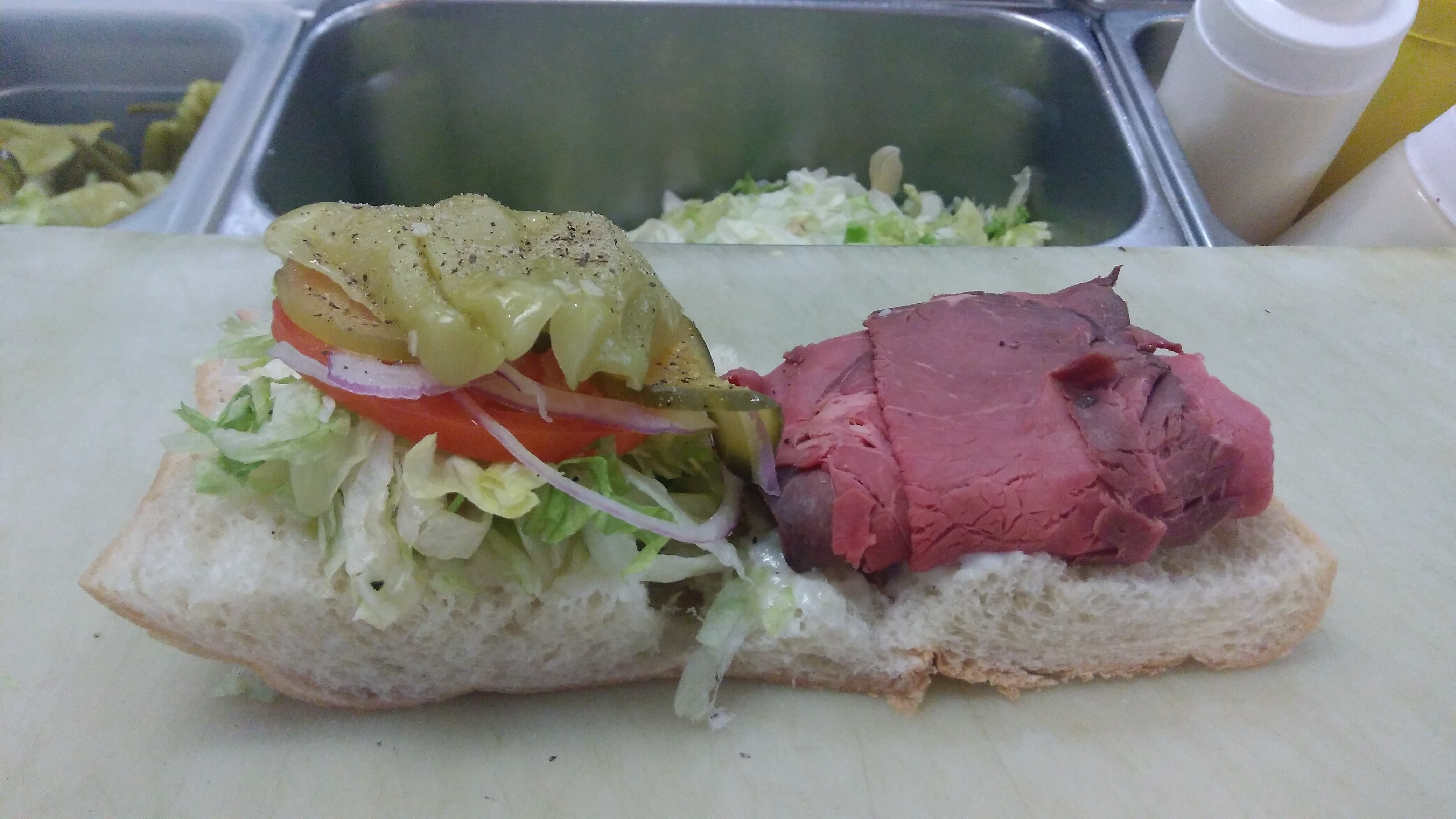
Um sanduíche de rosbife nº 7 feito no estilo Togo's

Em 1964, dois estudantes da Northern Michigan University, Tom Neumann e Gordon Reed, abriram o primeiro TOGO'S em Marquette, Michigan. A origem do nome é dupla. Os dois cofundadores combinaram partes de seus nomes próprios, o “TO” de Tom e o “GO” de Gordon. Além disso, a loja original não tinha assentos, portanto, todos os pedidos eram feitos “para viagem”. Neumann partiu um ano após a fundação e, em 1966, Reed vendeu a empresa para Joseph Fountain. Fountain mudou a empresa de Marquette duas vezes, estabelecendo-se em seu local atual na 1000 North Third Street. Um segundo local na vizinha Harvey foi aberto em meados da década de 1990, mas fechou em abril de 2019.
Reed mudou-se para San José, Califórnia, e em 1968 abriu novamente uma loja chamada TOGO'S, dessa vez na 336 East William Street, perto da San Jose State University. Naquela época, a barraca de sanduíches (em um prédio construído em 1919 e com menos de 1.000 pés quadrados ou 93 m2) era tão pequena que apenas quatro pessoas podiam entrar e a placa na frente dizia “Sandwiches To Go”, com “To Go” na segunda linha.
Em 1971, a loja foi comprada por Mike Cobler, um estudante local da San Jose State University. A segunda unidade da TOGO'S foi aberta em Corvallis, Oregon, em 1971, quando Reid se mudou após a venda da unidade de San José. A terceira unidade foi aberta no centro de San José em 1974. A primeira franquia foi vendida em 1978.
Em 1997, a TOGO'S foi adquirida pela Allied Domecq Quick Service Restaurants, uma precursora da Dunkin' Brands. Em 2001, havia aproximadamente 350 lojas de sanduíches TOGO'S, servindo mais de 25 tipos diferentes de sanduíches.
Em 30 de novembro de 2007, a TOGO'S foi vendida para a Mainsail Partners, uma empresa de capital privado sediada em São Francisco, em parceria com Tony Gioia, ex-presidente da Baskin-Robbins. Gioia atuou como presidente e diretor executivo da TOGO'S até sua aposentadoria em maio de 2017. A Mainsail vendeu a empresa para a Nimes Capital de David Nazarian em dezembro de 2015.
Em 2018, suas lojas trocaram os refrigerantes da Pepsi pela Coca-Cola Freestyle.

## Sanduíches
A maioria dos sanduíches do cardápio do TOGO'S é servida com alface, tomate, cebola, picles e pimenta-do-reino, geralmente chamada de “Estilo TOGO'S”. Dependendo do item do cardápio, o Estilo TOGO'S também pode vir com sal e pimenta-do-reino.